# Theope thebais
Theope thebais är en fjärilsart som beskrevs av William Chapman Hewitson 1860. Theope thebais ingår i släktet Theope och familjen Riodinidae. Inga underarter finns listade i Catalogue of Life.